# Bigtera
Bigtera的前身是2012年成立的大兆科技，2017年被快閃記憶體控制晶片廠商慧榮科技併購，成為慧榮科技的軟體定義儲存產品品牌。
2023年5月10日於官網公告將於6月30日停止營業並開始辦理解散清算。

## 簡介
Bigtera在產品架構上採用軟體定義儲存與分散式物件儲存系統，以 VirtualStor軟體平臺為核心，來打造儲存產品。VirtualStor是ㄧ套分散式物件儲存系統，可透過分散式架構提供 Scale-Out叢集擴展能力，並可在物件儲存系統上透過閘道器軟體元件，支援 FC、iSCSI等 SAN區塊儲存協定，與 NFS、SMB等 NAS檔案儲存協定，同時擁有進階資料服務功能，包括 SSD快取、重複資料刪除、壓縮等。 
軟體定義儲存的分散式儲存架構提供橫向擴展能力，適合應用在有巨量資料儲存需求的產業和應用場景，例如廣電新媒體、智慧醫療、教育、金融、電信、電子商務、智慧製造等行業，以及AI(人工智慧)、雲端儲存、大數據、檔案納管及虛擬化等場景。

## 產品

### VirtualStor Scaler
一款分散式儲存系統，提供橫向擴展能力。

### VirtualStor ConvergerOne
一款整合儲存、運算、網路的超融合基礎架構平台。可以做為應用程式的基礎架構平台, 提供虛擬化以及儲存的功能。

### VirtualStor FlashGo
一款全快閃儲存陣列產品。